# Cladiella variabilis
Cladiella variabilis is een zachte koraalsoort uit de familie Alcyoniidae. De koraalsoort komt uit het geslacht Cladiella. Cladiella variabilis werd in 1944 voor het eerst wetenschappelijk beschreven door Tixier-Durivault. 